# Pásztó
Pásztó je mesto na Madžarskem, ki upravno spada v podregijo Pásztói Županije Nógrád.